# Commutació de paquets

Una animació que mostra l'intercanvi de paquets tipus datagrama a través d'una xarxa

La commutació de paquets és un procediment de transmissió de dades entre dos nodes d'una xarxa d'ordinadors, mitjançant el qual, quan un node vol enviar informació a un altre el divideix en paquets, els quals contenen l'adreça del node de destinació. A cada node intermedi pel qual passa, el paquet es deté el temps necessari per poder ser processat pel commutador.

## Concepte
Un paquet és un grup d'informació que consta de dues parts: les dades pròpiament dites i la informació de control, que especifica la ruta a seguir al llarg de la xarxa fins a la destinació del paquet. Hi ha un límit superior per la mida dels paquets, si s'excedeix cal dividir el paquet en altres de més petits.

## Història
A principis dels anys 60, el científic informàtic Paul Baran va desenvolupar el concepte de commutació de bloqueig de missatges adaptatius distribuïts amb l'objectiu de proporcionar un mètode de rutes eficient i tolerant a les falles dels missatges de telecomunicacions com a part d'un programa de recerca a la corporació RAND, finançat pel departament dels Estats Units de Defensa. Aquest concepte va contrastar i va contradir els principis establerts després de la preassignació de l'ample de banda de la xarxa, en gran part fortificada pel desenvolupament de les telecomunicacions en el sistema Bell. El nou concepte va trobar poca ressonància entre els implementadors de la xarxa fins al treball independent del científic informàtic britànic Donald Davies al Laboratori Nacional de Física (Regne Unit) el 1965. Davies es va acreditar encunyant el paquet de paquets de paquets moderns i va inspirar nombroses xarxes de commutació de paquets durant la dècada següent, incloent la incorporació del concepte al començament ARPANET als Estats Units.

## Funcions
Cada node intermedi realitza les següents funcions:
- Emmagatzematge i retransmissió (store and forward ): fa referència al procés d'establir un camí lògic de manera indirecta fent "saltar" la informació d'origen a la destinació a través dels nodes intermedis.
- Control de ruta (routing): fa referència a la selecció d'un node del camí pel qual han de retransmetre els paquets per fer-los arribar al seu destí.

Els paquets en finalment, prenen diverses vies, però ningú pot garantir que tots els paquets vagin a arribin en un moment determinat. En síntesi, una xarxa de commutació de paquets consisteix en una "malla" d'interconnexions facilitades pels serveis de telecomunicacions, a través de la qual els paquets viatgen des de la font fins a la destinació.

## Avantatges
- Els paquets formen una cua i es transmeten el més ràpid possible.
- Permeten la conversió en la velocitat de les dades.
- La xarxa pot seguir acceptant dades encara que la transmissió es farà lenta.
- Hi ha la possibilitat de manejar prioritats (si un grup d'informació és més important que els altres, serà transmès abans que aquests altres).
- Evita la monopolització d'una connexió entre diferents hosts, evitant que una connexió amb una transmissió de paquets llarga no deixi que altres connexions puguin transmetre paquets i s'hagin d'esperar un temps excesiu.

## Tècniques
Per a la utilització de la commutació de paquets s'han definit dos tipus de tècniques: els datagrames i els circuits virtuals.

### Datagrames[5]
- Internet és una xarxa de datagrames.
- A Internet hi ha 2 tendències: orientat a connexió i no orientat a connexió.
- En el cas orientat a connexió, el protocol utilitzat per a transport és TCP.
- En el cas no orientat a connexió, el protocol utilitzat per a transport és UDP.
- TCP garanteix que totes les dades arribin correctament i en ordre.
- UDP no té cap garantia.
- No tots els paquets segueixen una mateixa ruta.
- Un paquet es pot destruir en el camí, la recuperació és responsabilitat de l'estació d'origen (això dona a entendre que la resta de paquets estan intactes).

### Circuits Virtuals[6]
- Són els més usats.
- El seu funcionament és similar al de la Xarxa de commutació de circuits (la diferència és que en els circuits virtuals la ruta no és dedicada, sinó que un únic enllaç entre dos nodes es pot compartir dinàmicament en el temps per diversos paquets).
- Abans de la transmissió s'estableix la ruta prèvia per mitjà de paquets de petició de trucada (petició de connexió lògica a la destinació) i de trucada acceptada (en cas que l'estació destí estigui apta per a la transmissió envia aquest tipus de paquet); establerta la transmissió, es fa l'intercanvi de dades, i un cop acabat, es presenta el paquet de petició d'alliberament (avís que la xarxa està disponible, és a dir que la transmissió ha arribat al seu destí).
- Cada paquet té un identificador de circuit virtual en lloc de l'adreça de destinació.
- Els paquets es rebran en el mateix ordre en què van ser enviats.

Si no existís una tècnica de commutació en la comunicació entre dos nodes, s'ha d'enllaçar en forma de malla. Un avantatge addicional de la commutació de paquets (apart de la seguretat de transmissió de dades) és que al partir el missatge en paquets, aquest s'està ensamblant d'una manera més ràpida en el node destinació, ja que s'estan utilitzant diversos camins per transmetre el missatge, produint-se un fenomen conegut com a transmissió en paral·lel.
A més a més, si un missatge té un error en un bit d'informació, i està usant la commutació de missatges, cal retransmetre tot el missatge, mentre que amb la commutació de paquets només cal retransmetre el paquet amb el bit afectat, que és un efecte molt menys problemàtic. l'únic punt negatiu, en l'esquema de la commutació de paquets és, potser, que el seu encapçalat és més gran.